# Geriatriezentrum Klosterneuburg

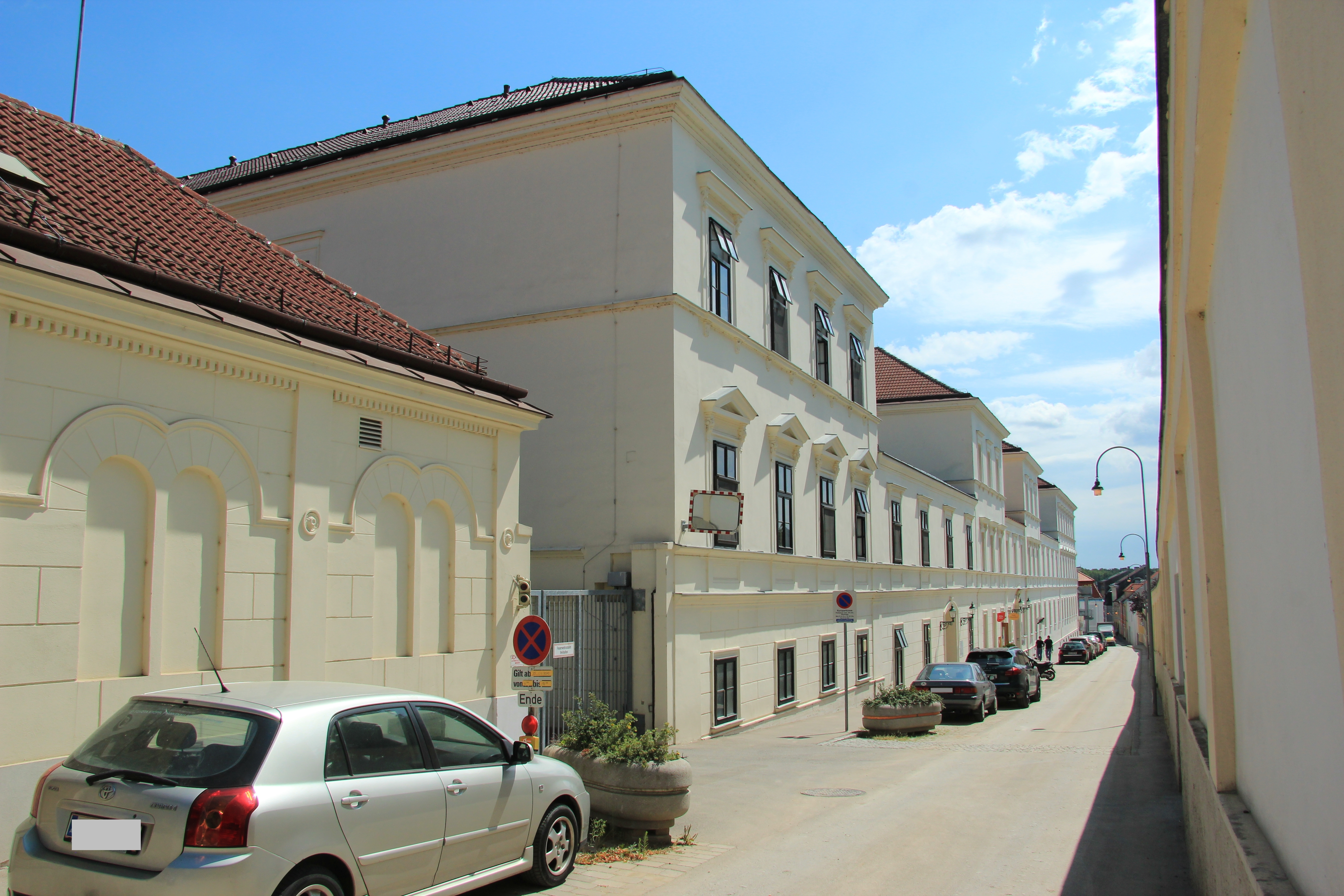
Der sogenannte Altbau

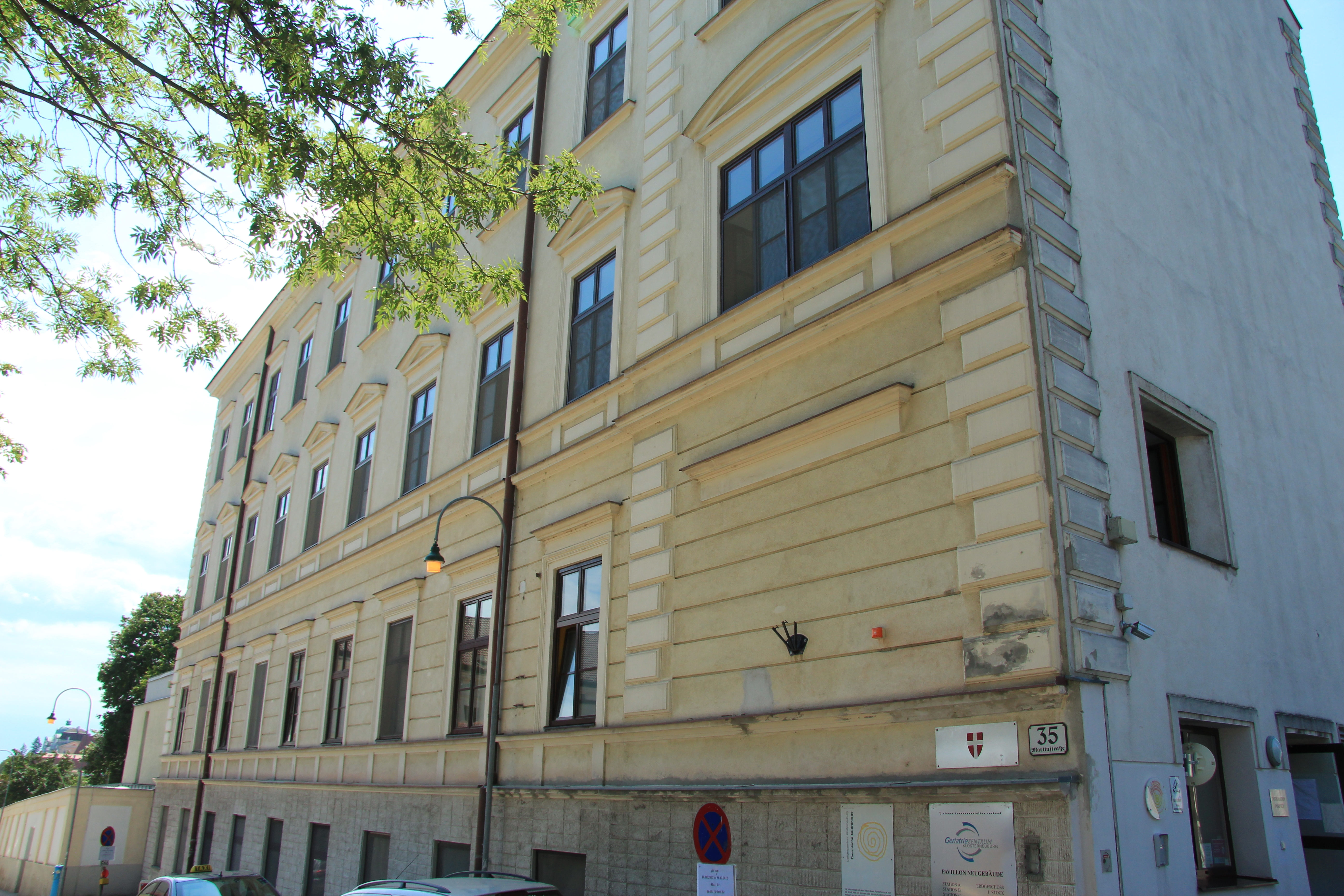
Der sogenannte Neubau

Das Geriatriezentrum Klosterneuburg war eines von drei vom Wiener Krankenanstaltenverbund geführten Pflegeheimen, die sich nicht in Wien befinden und gleichzeitig eines von sechs Heimen in Klosterneuburg (Niederösterreich).

## Geschichte
Das älteste Gebäude des Geriatriezentrums Klosterneuburg wurde im 17. Jahrhundert errichtet und diente ab 1766 erst als Spinnerei und später als Barchent- und Spitzenfabrik.
Nachdem hier 1853 das Bürgerspital der Stadt Klosterneuburg untergebracht worden war, erfolgten im Jahr 1869 der Zubau des so genannten Pavillons Neugebäude und die Umwandlung in eine Irrenanstalt.
Auf Initiative von Julius Tandler und Kardinal Friedrich Gustav Piffl übersiedelte das Meidlinger Frauenspital 1921 nach Klosterneuburg in die neu geschaffene Heilanstalt Klosterneuburg für geschlechtskranke Frauen und Mädchen, die durch Schwestern der Caritas Socialis betreut wurde.
Bis 1923 verfügte die Heilanstalt über eine eigene Feuerwehr. Diese löste sich selbst auf, nachdem ihr die Direktion verboten hatte, zu einem Brandeinsatz in Höflein an der Donau auszurücken.
Zwischen 1934 und 1944 befanden sich hier die Nachversorgungsabteilung für Geschlechtskranke, ein Altersheim und die Arbeitsanstalt für Mädchen der Gemeinde Wien – Erziehungsanstalt für Mädchen.
Ab 1957 erfolgte die Führung des Heims durch die Caritas Socialis als Erziehungs- und Altersheim und als Sonderabteilung für geschlechtskranke Frauen. Seit 1971 erfolgt die Verwaltung durch die Gemeinde Wien als Pflegeheim, welches 2001 in Geriatriezentrum Klosterneuburg der Stadt Wien umbenannt wurde.
Im Jahr 1995 unterzeichneten der Wiener Bürgermeister und Landeshauptmann Michael Häupl und der niederösterreichische Landeshauptmann eine Vereinbarung, in der Wien – sollte das Bundesland Niederösterreich seine obersten Organe in die neue Landeshauptstadt Sankt Pölten verlegen – das ihm zustehende Hälfteeigentum am Niederösterreichischen Landhaus in der Herrengasse dem Land Niederösterreich übertrug.
Als Wertausgleich für diese Eigentumsübertragung erhielt Wien vom Land Niederösterreich dessen Eigentumsanteile am
- Pflegeheim Klosterneuburg, an der
- Donauinsel Nord und am
- Gebäude der Bezirkshauptmannschaft Wien-Umgebung in der Alserbachstraße 41 übertragen.[3]

Der entsprechende Kaufvertrag wurde am 20. Februar 1996 geschlossen.
Das Geriatriezentrum Klosterneuburg wurde im Oktober 2015 nach Wien, in das Pflegewohnhaus Rudolfsheim-Fünfhaus, übersiedelt.

## Statistik
Im Geriatriezentrum Klosterneuburg werden etwa 200 Patienten von rund 250 Mitarbeitern betreut.

## Ausstattung
Das Geriatriezentrum verfügt über sieben Stationen, darunter eine Station für Demenzkranke mit ausgeprägtem Bewegungsdrang (eröffnet 2002) und eine Palliativstation (eröffnet 2005).